# Magda macht das schon!

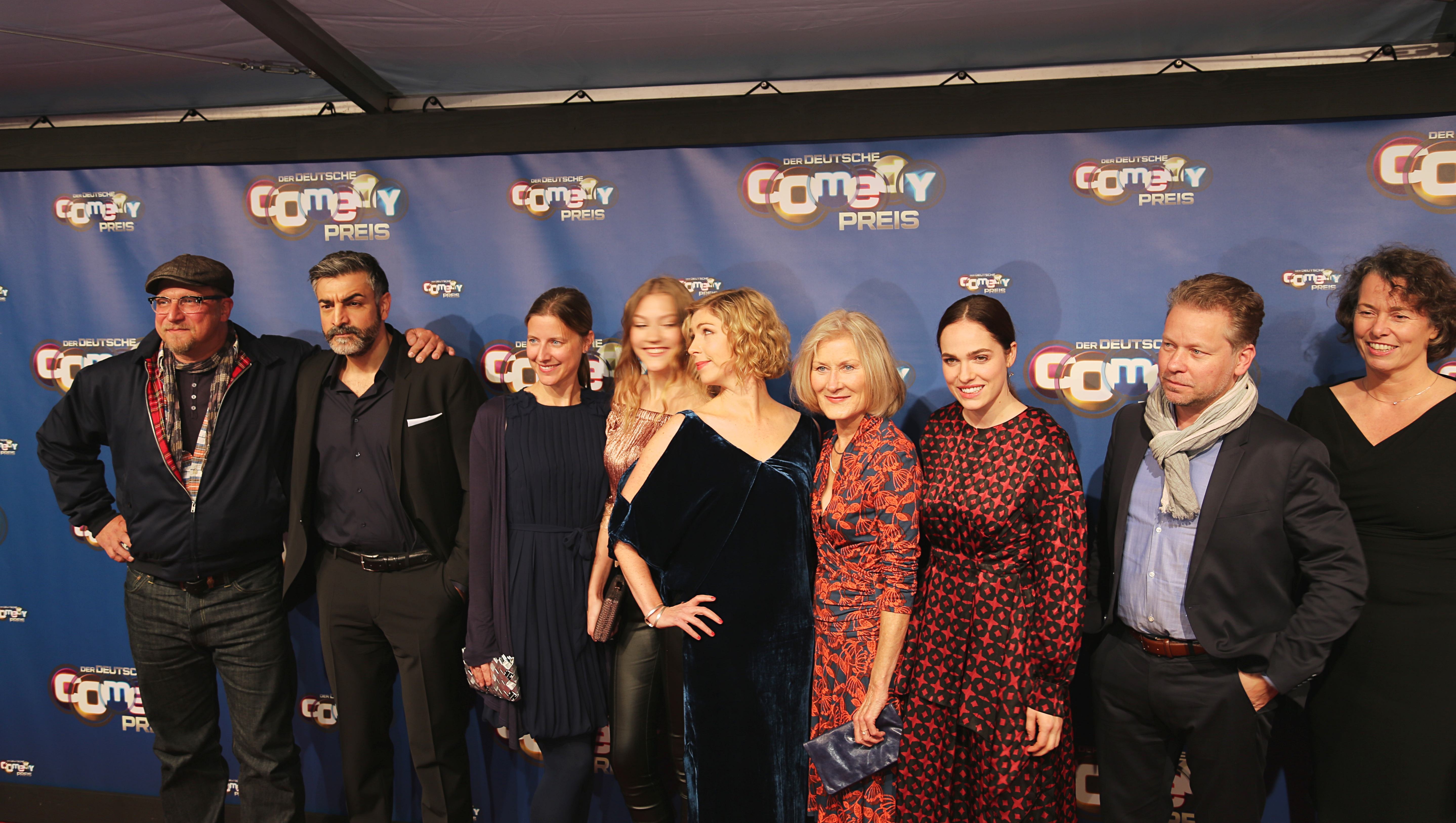
Der Cast von Magda macht das schon! (2017)

Magda macht das schon! ist eine deutsche Comedyserie, die von 2016 bis 2019 von der Polyphon Film- und Fernsehgesellschaft für den Fernsehsender RTL produziert, und von 2017 bis 2021 ausgestrahlt wurde.
Im Dezember 2020 gab RTL die Einstellung der Serie nach der vierten Staffel bekannt.

## Handlung
Die polnische Altenpflegerin Magda Wozniak ist auf der Suche nach einer neuen Arbeitsstelle. Durch einen glücklichen Zufall trifft sie auf Familie Holtkamp. Deren mürrische Großmutter Waltraud ist seit einem Unfall ans Bett gefesselt. Trotz der anfangs ablehnenden Haltung gegenüber der Polin schafft es Magda mit ihrer robusten und lebensfrohen Art, das Eis zu brechen und zu einem festen Bestandteil der Familie zu werden.

## Besetzung

### Hauptbesetzung
| Schauspieler          | Rolle                     | Episoden                          | Zeitraum  | Bemerkungen                                                                     |
| --------------------- | ------------------------- | --------------------------------- | --------- | ------------------------------------------------------------------------------- |
| Verena Altenberger    | Magda Wozniak             | 1.01–4.10                         | 2017–2021 | Pflegefachkraft; Pflegerin von Waltraud, Schwester von Aga, Freundin von Nadir  |
| Hedi Kriegeskotte     | Waltraud Kern             | 1.01–4.10                         | 2017–2021 | Rentnerin; Mutter von Conni, Großmutter von Leah und Luca                       |
| Brigitte Zeh          | Cornelia „Conni“ Holtkamp | 1.01–4.10                         | 2017–2021 | Rezeptionistin; Tochter von Waltraud, Mutter von Leah, Luca und Frau von Tobias |
| Matthias Komm         | Tobias Holtkamp           | 1.01–4.10                         | 2017–2021 | Mechaniker; Sohn von Annerose, Vater von Leah, Luca und Mann von Conni          |
| Charlotte Krause      | Leah Holtkamp             | 1.01–4.10                         | 2017–2021 | Schülerin; Tochter von Conni und Tobias, Enkelin von Waltraud und Annerose      |
| Luis Kain             | Luca Holtkamp             | 1.01–4.01                         | 2017–2021 | Schüler; Sohn von Conni und Tobias, Enkel von Annerose und Waltraud             |
| Neil Malik Abdullah   | Nadir                     | 1.01–4.10                         | 2017–2021 | Busfahrer, Freund von Magda                                                     |
| Peggy Lukac           | Annerose Holtkamp         | 1.05–4.10 (sporadische Auftritte) | 2017–2021 | Mutter von Tobias und Großmutter von Leah und Luca                              |
| Tim Morten Uhlenbrock | Jan-Hendrik               | 2.07–4.10 (sporadische Auftritte) | 2018–2021 | Ehemann von Annerose                                                            |
| Alina Konieczny       | Aga Wozniak               | 3.08–4.10                         | 2019–2021 | Schwester von Magda                                                             |

Zeitleiste
● Hauptrolle, (G) Gastrolle
| Rolle                     | 1 | 2 | 3 | 4   |
| ------------------------- | - | - | - | --- |
| Magda Wozniak             | ● | ● | ● | ●   |
| Waltraut Kern             | ● | ● | ● | ●   |
| Cornelia „Conni“ Holtkamp | ● | ● | ● | ●   |
| Tobias Holtkamp           | ● | ● | ● | ●   |
| Leah Holtkamp             | ● | ● | ● | ●   |
| Luca Holtkamp             | ● | ● | ● | (G) |
| Nadir                     | ● | ● | ● | ●   |
| Aga Wozniak               |   |   | ● | ●   |

## Kritik
Die in Berlin lebende Polin Karolina Kuszyk von der ZEIT stellte fest, dass Magda macht das schon! zwar einige Klischees aufbreche, sie aber an anderer Stelle wieder reproduziere. Trotzdem steht sie der Serie wohlwollend gegenüber. „Zumindest gibt Magda den vielen ausländischen Frauen, die hierzulande hart und meistens unterbezahlt im Sozialsektor arbeiten, ein Gesicht“, so Kuszyk.
Christian Buß vom SPIEGEL stuft die Serie als Trash-Comedy ein, mit deren „nicht feinfühligen“ Pointen „RTL das Genre des polnisch-deutschen Prekariatwitzes“ erfunden habe. Denn die Werbekunden bevorzugten einen realitätsfernen „RTL-Kicherkosmos“ statt anstrengender Politik und sozialer Probleme.
Die polnische Tageszeitung Gazeta Wyborcza beschäftigte sich in einer Beilage mit der Serie. Der Fokus lag dabei auf der realen Situation von Pflegekräften. Auch Agnieszka Satoła, Soziologin der Hochschule Fulda, kam darin zu Wort: „Der deutsche Lohn bringt ihnen [den polnischen Pflegekräften] die finanzielle Unabhängigkeit. Sie durchlaufen Emanzipationsprozesse, die ihre Mütter und Großmütter nie erfahren haben. Bei vielen Frauen, mit denen ich sprach, hat das die Hierarchie ihrer Beziehung zur eigenen Familie verändert. Ein Teil hat sich für eine Scheidung entschieden.“ Auch Magda aus der Serie blickt durch das deutsche Einkommen anders auf ihr Vaterland: „Wenn ich heimkehre, dann lass ich mir ein Bad mit Wanne und Dusche einbauen. Größer und schöner als bei euch in Deutschland.“

## Staffelliste
| Staffel | Anzahl | Episoden | Dreharbeiten  | Dreharbeiten       | Erstausstrahlung | Erstausstrahlung |
| Staffel | Anzahl | Episoden | Beginn        | Ende               | Staffelpremiere  | Staffelfinale    |
| ------- | ------ | -------- | ------------- | ------------------ | ---------------- | ---------------- |
| 1       | 10     | 1–10     | 31. Mai 2016  | 29. Juli 2016      | 5. Januar 2017   | 2. Februar 2017  |
| 2       | 14     | 11–24    | 19. Juni 2017 | 26. September 2017 | 4. Januar 2018   | 15. März 2018    |
| 3       | 12     | 25–36    | 2. Mai 2018   | 2. Oktober 2018    | 3. Januar 2019   | 7. März 2019     |
| 4       | 10     | 37–46    | 17. Juni 2019 | 30. August 2019    | 7. Januar 2021   | 11. März 2021    |

## Produktion und Hintergrund
Die erste Staffel wurde bei Erstausstrahlung von durchschnittlich 3,22 Millionen Menschen gesehen, der Marktanteil lag bei 18 Prozent. Im Februar 2017 kündigte RTL eine zweite Staffel an, diese sollte 14 Folgen umfassen, die Dreharbeiten dazu begannen im Juni 2017. Deren Ausstrahlung fand ab dem 4. Januar 2018 statt.
Im ORF wurde die erste Staffel der Serie ab 20. Oktober 2017 erstmals ausgestrahlt.
Für die zweite Staffel wurde ein neuer Drehort für das Wohnhaus der Familie Holtkamp/Kern verwendet (deutlich bei den Außenaufnahmen und der baulichen Anordnung des Schlafzimmers von Waltraud zu erkennen).

## Auszeichnungen und Nominierungen
Die Sendung wurde 2017 für den Deutschen Comedypreis in der Kategorie Beste Comedyserie nominiert, Verena Altenberger wurde in der Kategorie Beste Schauspielerin/Bester Schauspieler nominiert.
Magda macht das schon wurde außerdem für den Deutschen Fernsehpreis 2018 nominiert, und gewann diesen in der Kategorie Beste Comedyserie.
Für die Rose d’Or 2018 wurde die Serie in der Kategorie Sitcom nominiert.